# 冰島飲食

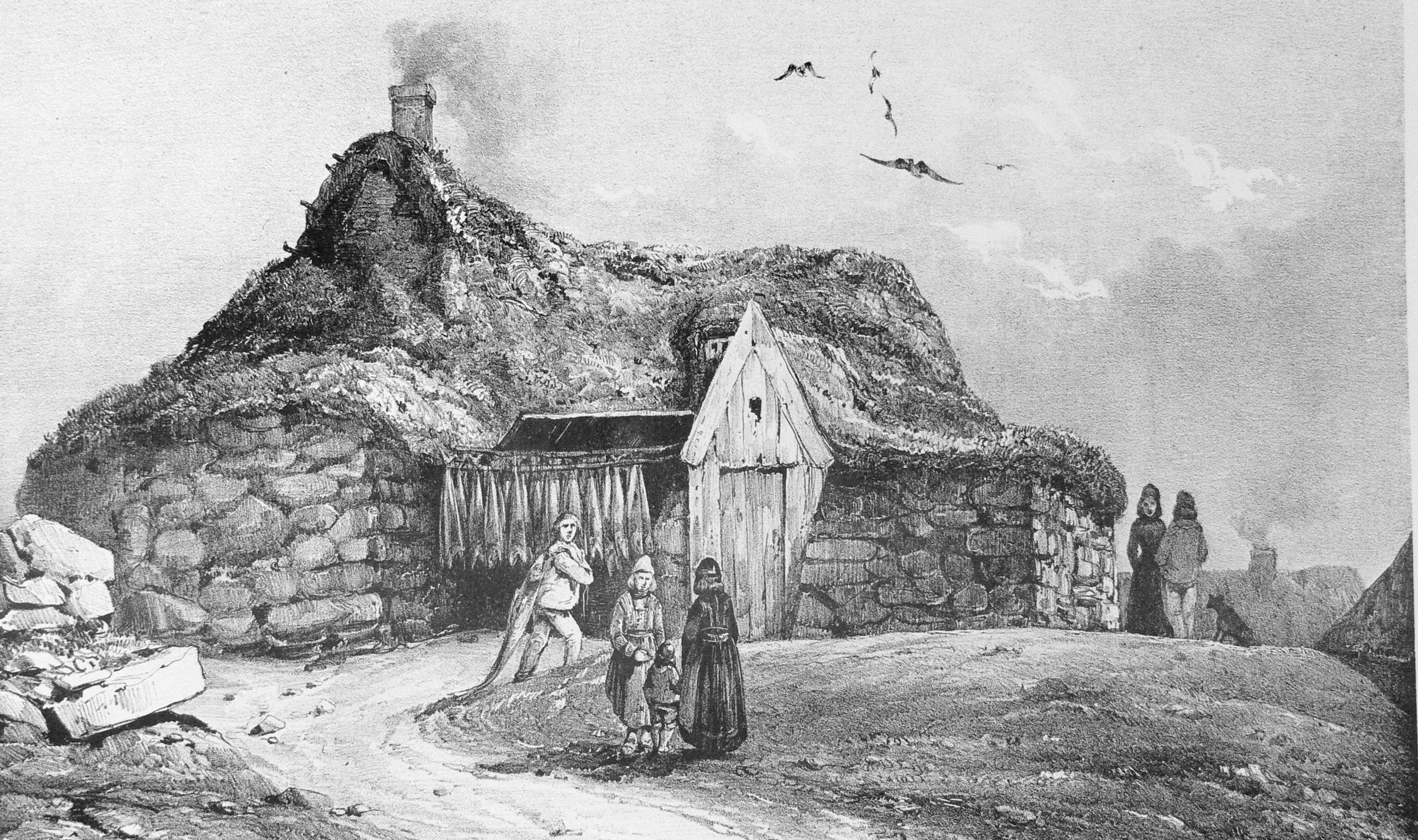
約瑟夫·保羅·蓋馬爾的雕刻作品（1835年），雷克雅維克的一座漁民小屋，外面掛著晾乾的魚，時至今日，風乾的漁獲在冰島仍廣受歡迎

冰島是一個島國，其附近海域又是世界最大的魚場之一，這一獨特環境使得冰島的飲食文化以水產為主。由於冰島距離大陸相對較遠，使得冰島飲食保留有較強的傳統日耳曼色彩。冰島飲食較少飲用香辛料，調理方法也較為簡單，但注重食材本身的品質和鮮度。冰島人較多使用魚類和新鮮羊肉，此外冰島也是食用鯨魚肉較多的國家之一。近年冰島飲食也受到其他歐洲國家的影響。由於冰島料理注重健康，也使得冰島成為世界著名的長壽國家。